# De man die kon rekenen
De man die kon rekenen (originele Portuguese titel: O Homem que Calculava) is een boek over recreationele wiskunde en eigenaardige woordproblemen van de Braziliaanse schrijver Júlio César de Mello e Souza, gepubliceerd onder het pseudoniem Malba Tahan. Na de eerste publicatie in 1938 werd het boek vertaald in onder andere het Catalaans, Engels (in het Verenigd Koninkrijk en de Verenigde Staten), Duits, Italiaans, Spaans en het Nederlands en het wordt in veel landen als een didactische bron aangeraden. Het verscheen voor het eerst in 1949 in Brazilië. De auteur kreeg er een prijs voor van de Braziliaanse Letterkundige Academie.

## Synopsis
De man die kon rekenen is een serie verhalen in de stijl van de vertellingen van Duizend-en-één-nacht, maar dan rond wiskundige puzzels en curiosa. Het boek is ogenschijnlijk een vertaling door de Braziliaanse geleerde Breno de Alencar Bianco van een origineel manuscript van Malba Tahan, een dertiende-eeuwse Perzische geleerde van het islamitische rijk – beide even fictief.
De eerste twee hoofdstukken vertellen hoe Hanak Tade Maia reisde van Samarra naar Bagdad toen hij Beremiz Samir, een jongen met verbazingwekkende wiskundige vaardigheden, ontmoette. De reiziger nodigde Beremiz uit met hem naar Bagdad te reizen, waar een man met zijn capaciteiten zeker winstgevend werk kon vinden. De rest van het boek verhaalt de verschillende incidenten die de twee mannen langs de weg en in Bagdad tegenkomen. Beremiz Samir gebruikt zijn capaciteiten met berekening zoals een toverstaf om mensen te verbazen, te vermaken, geschillen op te lossen en verstandige en rechtvaardige oplossingen te vinden voor schijnbaar onoplosbare problemen.

## Problemen en wiskundige curiosa

De divisie van 35 kamelen

Enkele van de problemen gepresenteerd in het boek zijn:
- De divisie van 35 kamelen
- De betaling van 8 broodjes met 8 munten
- Het aandeel van het bedrag verschuldigd door de verkoper van sieraden
- De vier stuurman-hoe krijg ik alle getallen van 1 tot 100 behalve de 41, met vier cijfers 4 en fundamentele operaties
- De som van schuld tranches
- De verdeling van de 21 wijn vaartuigen
- Perfecte getallen
- De verkoop van 60 meloenen voor verschillende prijzen
- De berekeningen van de tarwekorrels van het schaakbord
- De verkoop van 90 appels
- Het probleem van 3 zeelieden
- Helft van de tijd van gevangenisstraf
- Het probleem van de parels van Raja
- De wiskundige formule van schoonheid
- De 16 numerieke Curiosa van de Koran
- De vierkantswortels van nummers 2025, 3025 en 9801
- De legende van 3 x 3
- Het raadsel van de witte en zwarte schijven
- De bezienswaardigheden van het nummer 40
- Het Delische probleem
- De Verdubbeling van de kubus
- De kwadratuur van de cirkel
- De zwarte en blauwe ogen slaaf
- Het merkwaardige nummer 142857.